# 喬卡刺尻魚
喬卡刺尻魚，為輻鰭魚綱鱸形目鱸亞目蓋刺魚科的其中一個種。

## 分布
本魚分布於東印度洋的聖誕島及可可群島的海域。

## 深度
水深8至70公尺。

## 特徵
本魚體呈長卵形，吻鈍，鰓刺尻為紫色，體前半部及尾鰭為黃色，體後半部為紫色，眼眶周圍為紫色。體長可達9公分。

## 生態
本魚棲息於珊瑚礁或岩礁區。通常單獨或以4至5條成小群出現，屬雜食性，以藻類、珊瑚蟲等為食。

## 經濟利用
為色彩鮮豔具高經濟價值的觀賞魚。